# Représentations diplomatiques de la Guinée équatoriale

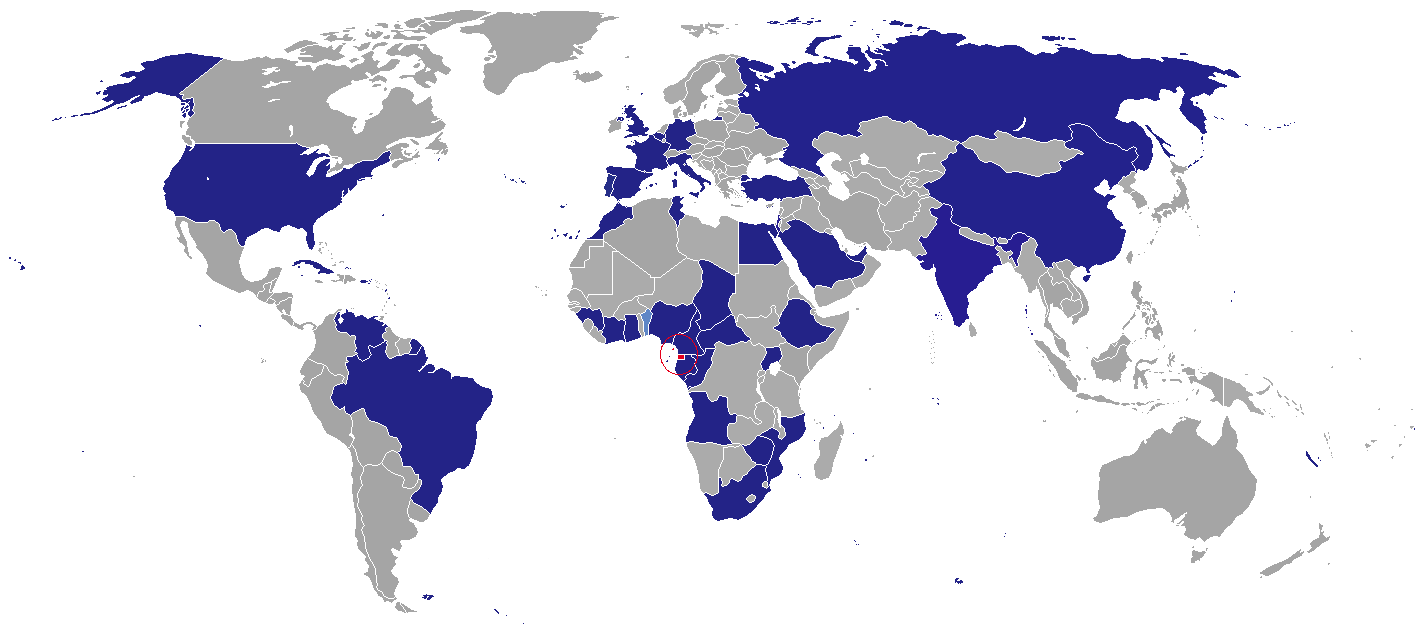
Missions diplomatiques de la Guinée équatoriale.

Cet article liste les représentations diplomatiques de la Guinée équatoriale à l'étranger, en excluant les consulats honoraires.

## Afrique
- Afrique du Sud
  - Pretoria (ambassade)
- Angola
  - Luanda (ambassade)
- Bénin
  - Cotonou (consulat général)
- Cameroun
  - Yaoundé (ambassade)
  - Ébolowa (consulat général)
  - Douala (consulat)
- République centrafricaine
  - Bangui (ambassade)
- République du Congo
  - Brazzaville (ambassade)
- Égypte
  - Le Caire (ambassade)
- Éthiopie
  - Addis-Abeba (ambassade)
- Gabon
  - Libreville (ambassade)
  - Oyem (consulat général)
- Ghana
  - Accra (ambassade)
- Guinée
  - Conakry (ambassade)
- Maroc
  - Rabat (ambassade)
- Nigeria
  - Abuja (ambassade)
  - Calabar (consulat)
  - Lagos (consulat)
- Ouganda
  - Kampala (ambassade)
- Sao Tomé-et-Principe
  - São Tomé (ambassade)
- Tchad
  - N'Djaména (ambassade)
- Tunisie
  - Tunis (ambassade)
- Zimbabwe
  - Harare (ambassade)

## Amérique
- Brésil
  - Brasília (ambassade)
- Cuba
  - La Havane (ambassade)
- États-Unis
  - Washington (ambassade)
  - Houston (consulat général)
- Venezuela
  - Caracas (ambassade)

## Asie
- Arabie saoudite
  - Riyad (ambassade)
- Chine
  - Beijing (ambassade)
- Émirats arabes unis
  - Abou Dabi (ambassade)
  - Dubaï (consulat général)
- Inde
  - New Delhi (ambassade)
- Israël
  - Tel-Aviv-Jaffa (ambassade)
- Turquie
  - Ankara (ambassade)

## Europe
- Allemagne
  - Berlin (ambassade)
- Belgique
  - Bruxelles (ambassade)
- Espagne
  - Madrid (ambassade)
  - Las Palmas de Gran Canaria (consulat général)
- France
  - Paris (ambassade)
- Italie
  - Rome (ambassade)
- Portugal
  - Lisbonne (ambassade)
- Royaume-Uni
  - Londres (ambassade)
- Russie
  - Moscou (ambassade)
- Vatican
  - Rome (ambassade)

## Organisations internationales
- Addis-Abeba (mission permanente auprès de l'Union africaine)
- Union européenne
- Bruxelles (mission à l'Union européenne)
- ONU
- Genève (mission permanente à l'ONU et d'autres organisations internationales)
- New York (mission permanente à l'ONU)
- Paris (mission permanente à l'UNESCO)

## Galerie

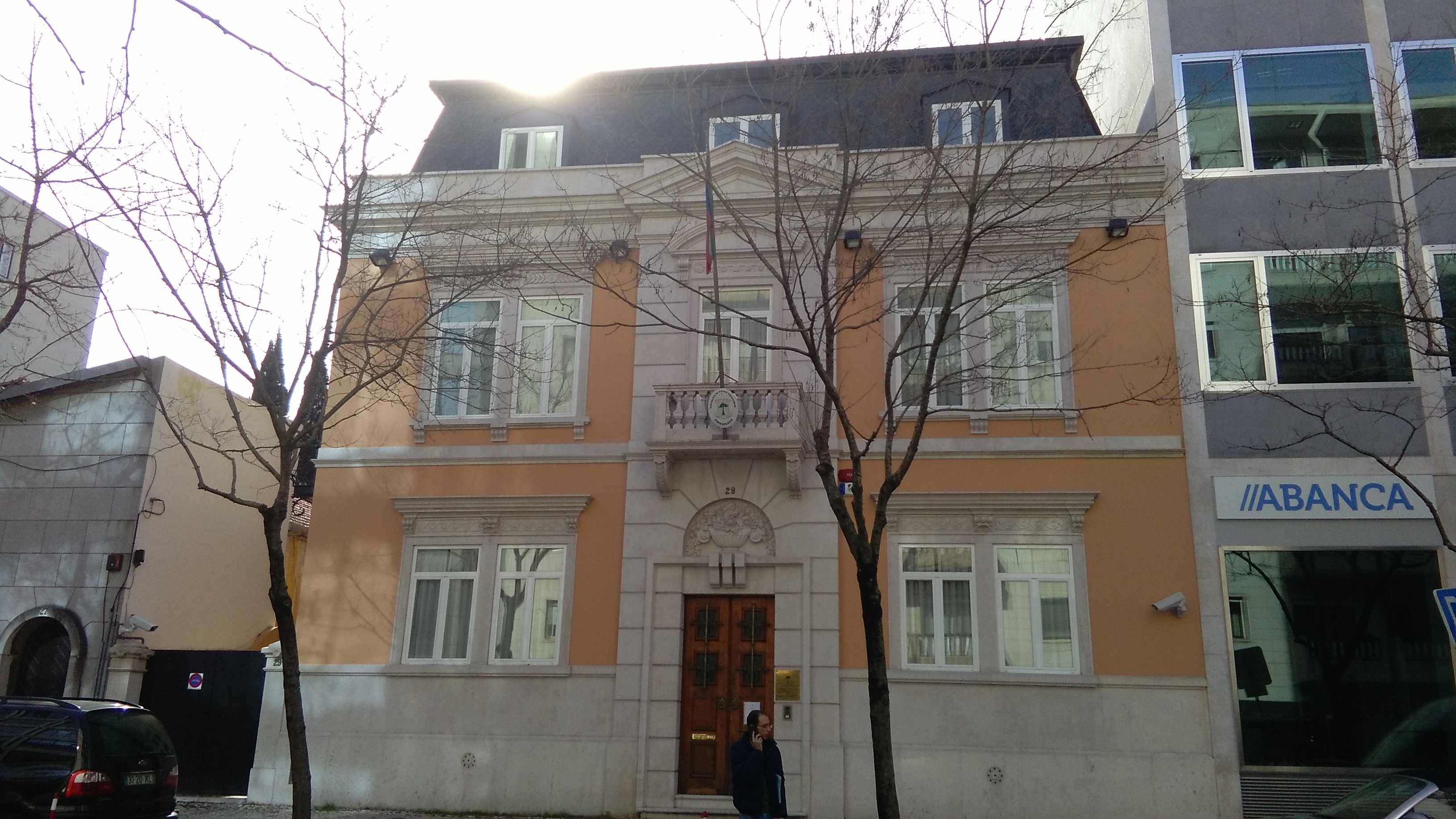
Ambassade à Lisbonne.
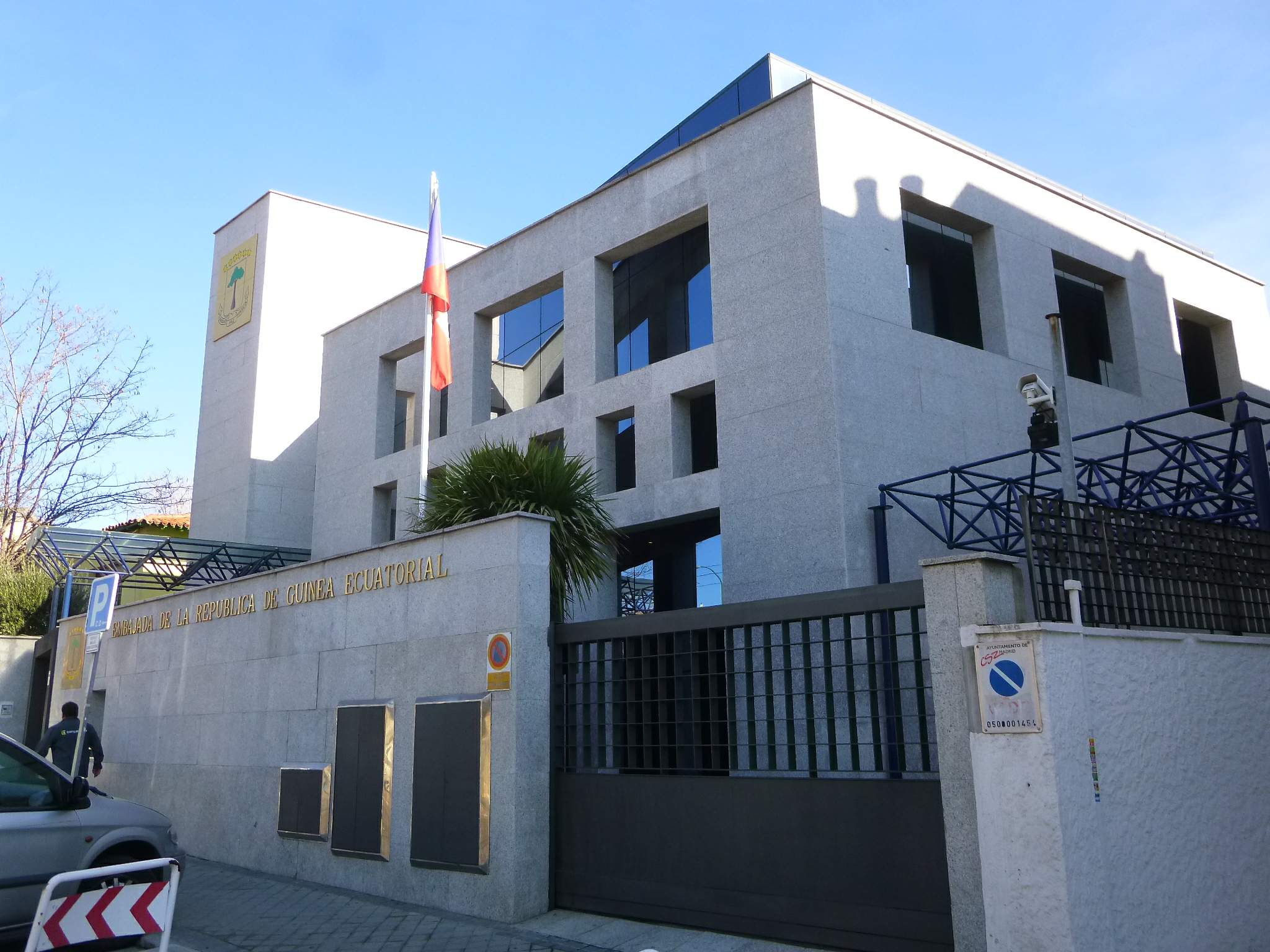
Ambassade à Madrid.
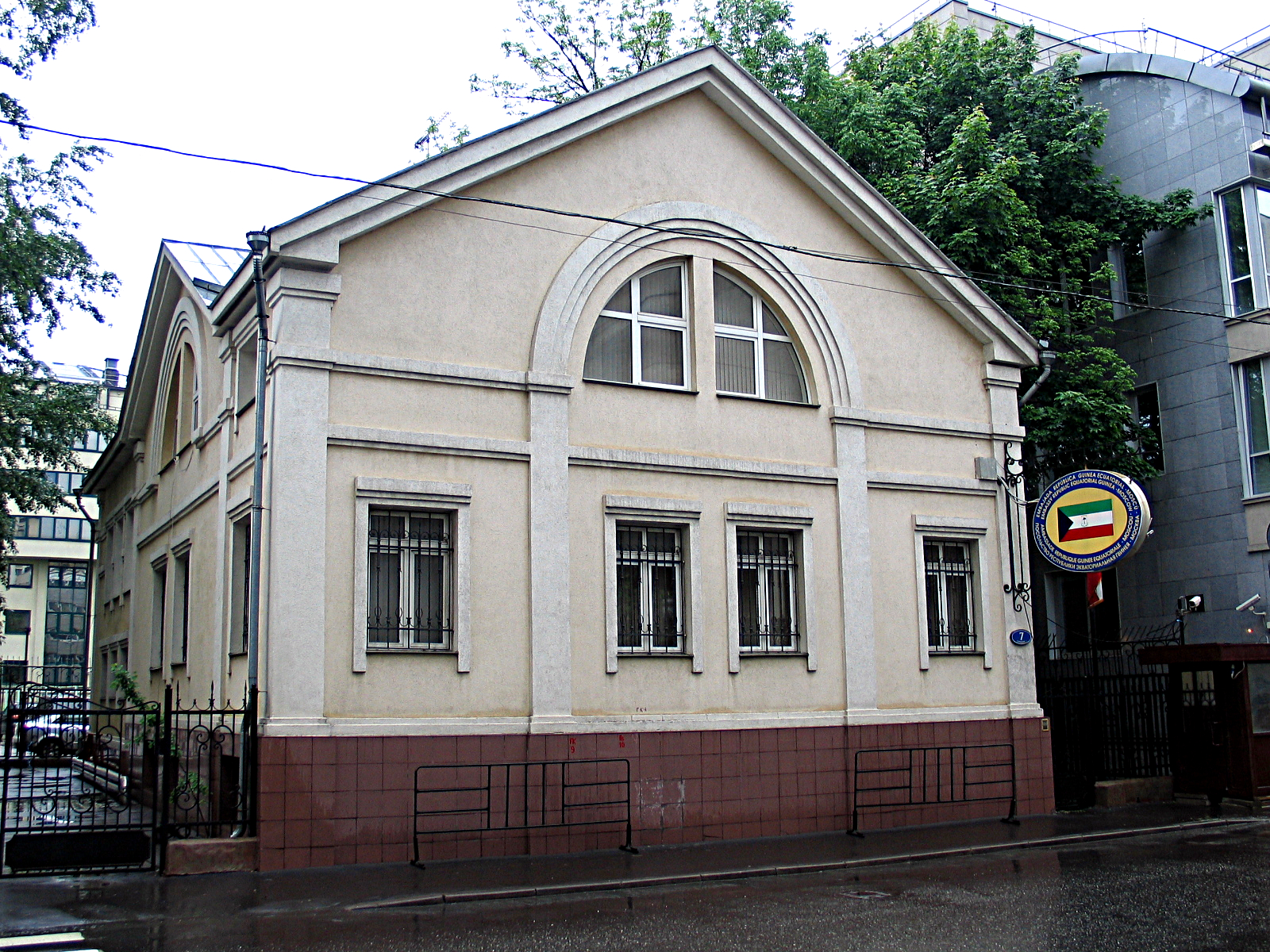
Ambassade à Moscou.
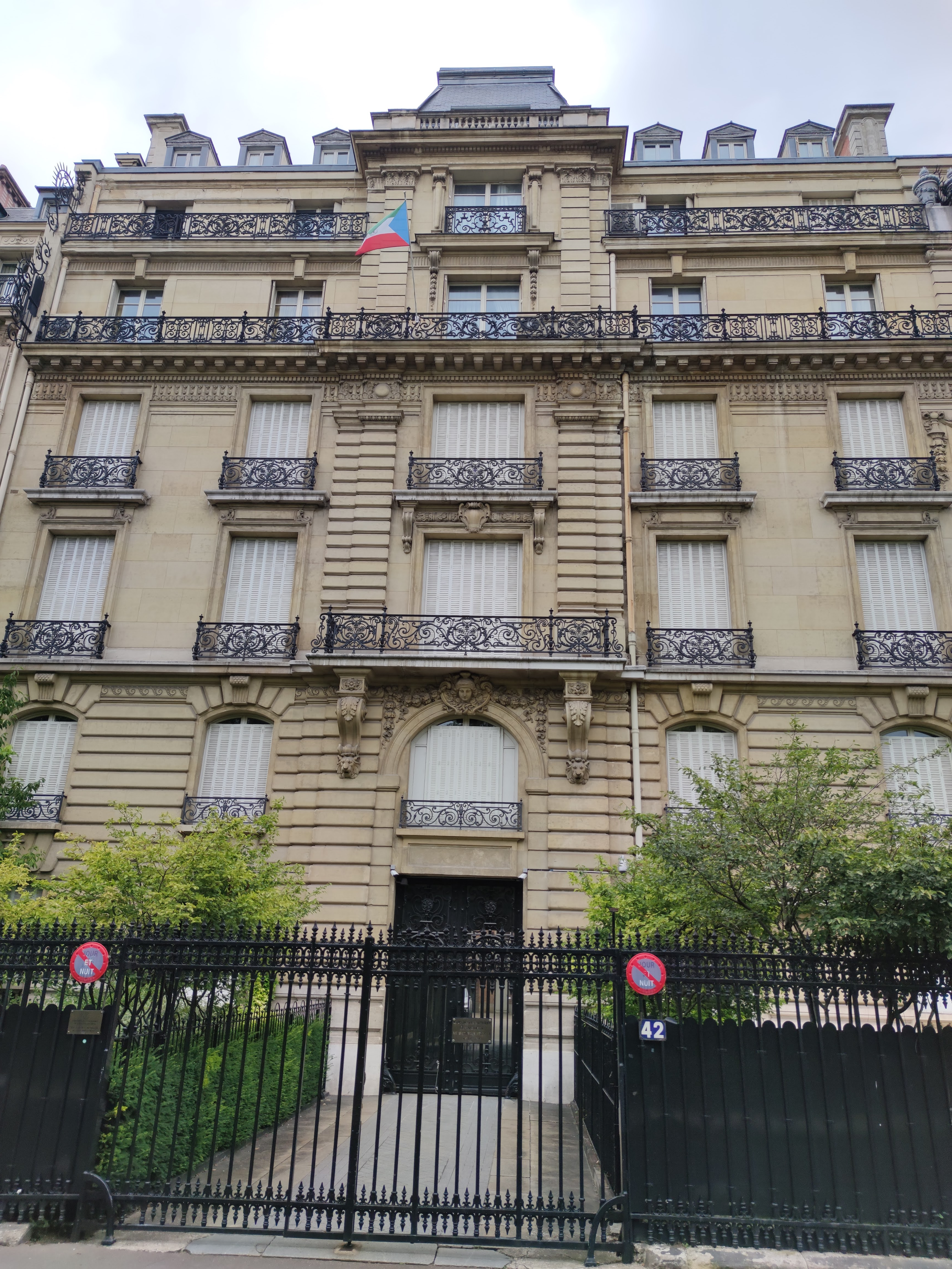
Ambassade à Paris.
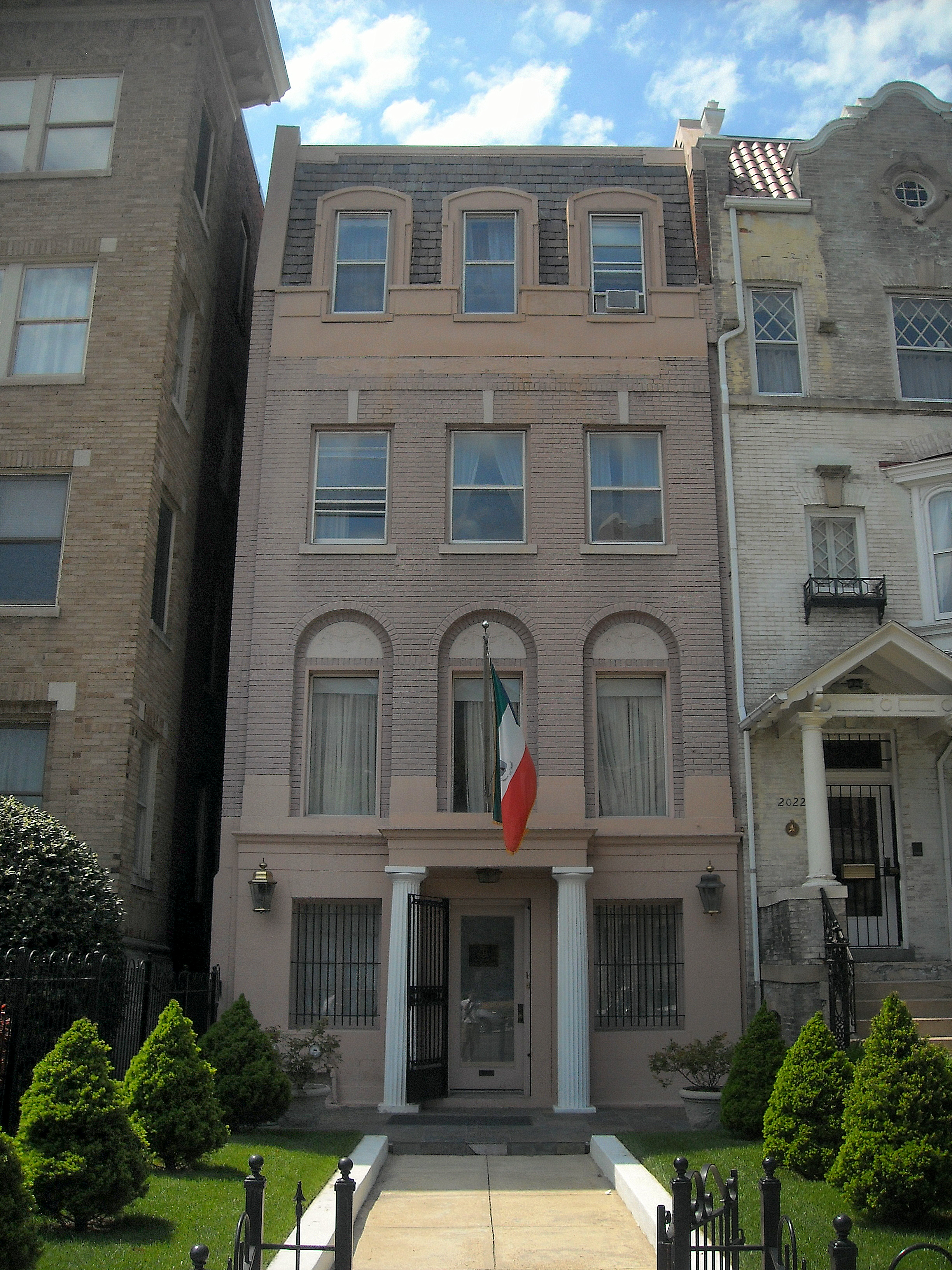
Ambassade à Washington.
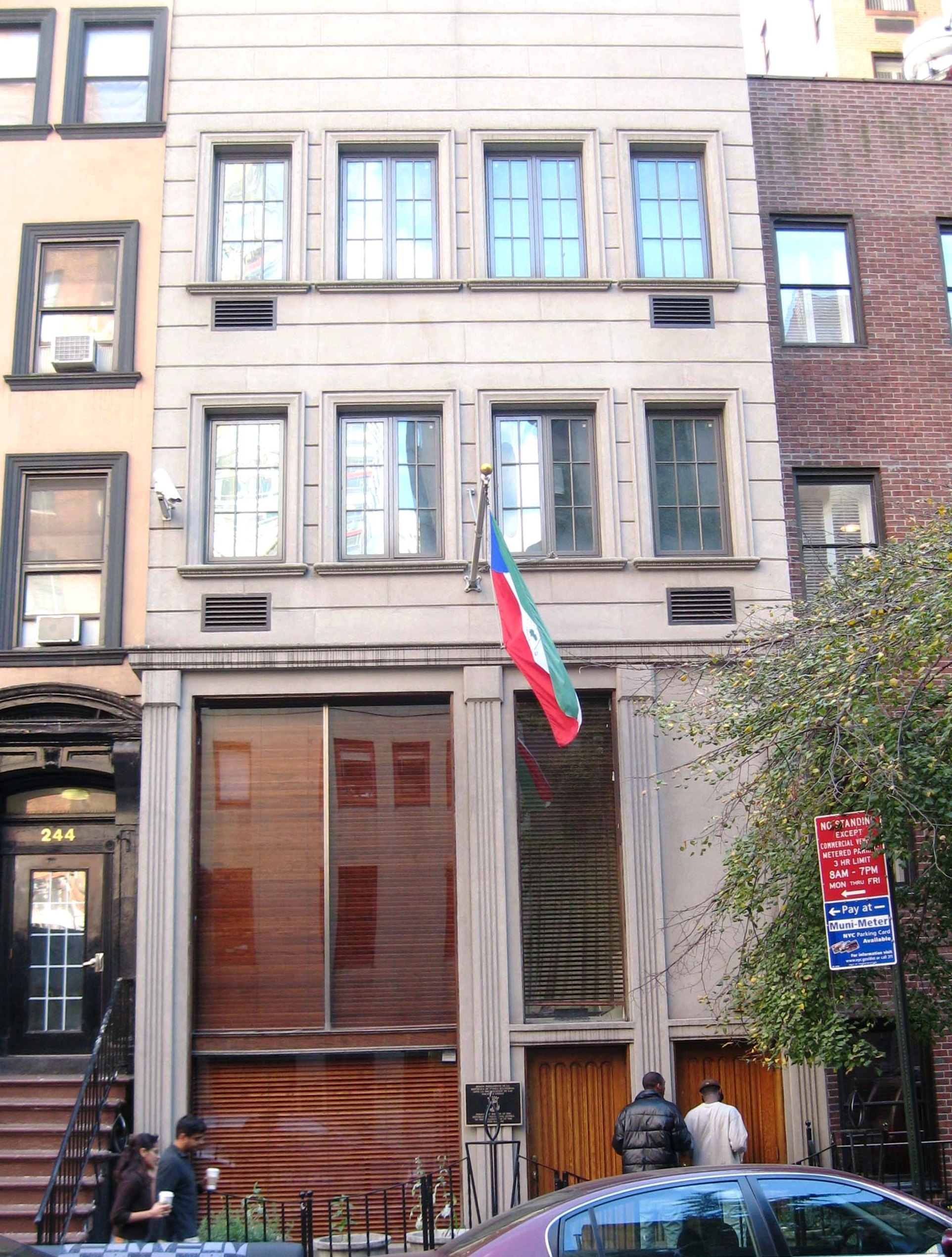
Mission permanente à l'ONU à New York.